# Konarzyny (gromada w powiecie chojnickim)
Konarzyny – dawna gromada, czyli najmniejsza jednostka podziału terytorialnego Polskiej Rzeczypospolitej Ludowej w latach 1954–1972.
Gromady, z gromadzkimi radami narodowymi (GRN) jako organami władzy najniższego stopnia na wsi, funkcjonowały od reformy reorganizującej administrację wiejską przeprowadzonej jesienią 1954 do momentu ich zniesienia z dniem 1 stycznia 1973, tym samym wypierając organizację gminną w latach 1954–1972.
Gromadę Konarzyny z siedzibą GRN w Konarzynach utworzono – jako jedną z 8759 gromad na obszarze Polski – w powiecie chojnickim w woj. bydgoskim, na mocy uchwały nr 24/5 WRN w Bydgoszczy z dnia 5 października 1954. W skład jednostki weszły obszary dotychczasowych gromad Konarzyny (bez miejscowości Niepszczołąg), Żychce (bez miejscowości Rowista, Kampina, Popielewo i Jonki), Ciecholewy, Chociński Młyn i Konarzynki oraz osiedle Kopernica z dotychczasowej gromady Łukomie ze zniesionej gminy Konarzyny w tymże powiecie. Dla gromady ustalono 23 członków gromadzkiej rady narodowej.
31 grudnia 1961 do gromady Konarzyny włączono obszar zniesionej gromady Zielona Chocina w tymże powiecie.
1 stycznia 1972 do gromady Konarzyny włączono obszar o powierzchni 7.822 ha (określony na kartach ewidencyjnych map Nr 1–16, 18–20 i 22) ze zniesionej gromady Swornegacie w tymże powiecie.
Gromada przetrwała do końca 1972 roku, czyli do kolejnej reformy gminnej. 1 stycznia 1973 w powiecie chojnickim reaktywowano gminę Konarzyny.